# The Kissing Booth
The Kissing Booth är en amerikansk romantisk komedi-film som släpptes på Netflix 11 maj 2018. Den är regisserad av Vince Marcello och baserad på en Wattpad fan-fiction med samma namn skriven av Beth Reekles.

## Handling
Elle Evans (Joey King) och Lee Flynn (Joel Courtney) är födda på samma dag, på samma sjukhus, och har varit bästa vänner hela sitt liv. För att bevara sitt speciella förhållande bestämmer de sig för att sätta upp och följa ett antal vänskapsregler. Av en tillfällighet träffar Elle Lees äldre bror Noah Flynn (Jacob Elordi) i ett köp en kyss-stånd och blir förälskad i honom. I takt med att romantiken med Noah blomstrar, inser Elle att hon bryter mot vänskapsreglerna hon har med Lee, vilket sårar honom. Spänningen växer mellan bröderna och Elle riskerar att förlora båda två. Elle försöker få Lee som bästa kompis, Det lyckas Elle men Noah övertyga Elle att han älskar henne men Elle vill inte förlora Lee som bästa kompis. Då försöker Elle säga till Lee att det inte går ...

## Rollista
- Joey King som Elle Evans
- Joel Courtney som Lee Flynn
- Jacob Elordi som Noah Flynn
- Meganne Young som Rachel
- Molly Ringwald som fru Flynn
- Byron Langley som Warren
- Jessica Sutton som Mia
- Morné Visser som Mr. Flynn
- Carson White som Brad Evans
- Joshua Daniel Eady som Tuppen

## Produktion
Inspelningarna ägde rum i Los Angeles, Kalifornien och i Kapstaden, Sydafrika.